# Жигарєв Володимир Геннадійович
Жигарєв Володимир Геннадійович (12 червня 1992) — білоруський плавець.
Учасник Олімпійських Ігор 2012 року.